# Accenture
Accenture is een internationaal organisatieadviesbureau dat diensten biedt voor management, technologie en outsourcing. Het biedt diensten in verschillende industrie- en bedrijfstakken.

## Geschiedenis

### Ontstaan
Accenture ontstond als de consultancy-afdeling van Arthur Andersen. Deze oorsprong gaat terug tot in 1953. In 1989 scheidde die afdeling zich af van Arthur Andersen, en ging werken onder de naam Andersen Consulting. Zowel Arthur Andersen als Andersen Consulting bestonden uit lokale groeperingen en entiteiten, alle in een contractuele overeenkomst met Andersen Worldwide Société Coopérative (AWSC), een Zwitserse administratieve entiteit.
Gedurende de jaren 90 groeide de spanning tussen Andersen Consulting en Arthur Andersen. Andersen Consulting had problemen met het feit dat ze elk jaar 15% van de winst aan Arthur Andersen moesten betalen; dit ten gevolge van een voorwaarde verbonden aan de splitsing in 1989: de meest winstgevende - AA of AC - diende zoveel te betalen aan de andere. Tegelijk beconcurreerde Arthur Andersen ook Andersen Consulting. Het dispuut bereikte zijn hoogtepunt in 1998. Andersen Consulting gaf de 15% van dat jaar in zekerheidstelling bij derden, en stuurde aan op het opbreken van het contract. Na een besluit van de Internationale Kamer van Koophandel, brak Andersen Consulting in augustus 2000 alle contractuele banden met AWSC en Arthur Andersen. Na deze beslissing betaalde Andersen Consulting het bedrag ($1,2 miljard) dat het de voorbije jaren in pand had gehouden uit aan Arthur Andersen. Men moest eveneens van naam wijzigen, wat uiteindelijk tot de naam Accenture leidde.

### Opkomst Accenture
Op 1 januari 2001 nam Andersen Consulting definitief zijn huidige naam "Accenture" aan. Deze naam haalde men van "Accent on the future" (Accent op de toekomst). Hoewel marketing consultancy was ingeschakeld om een nieuwe naam voor het bedrijf te vinden, was de naam "Accenture" afkomstig van een werknemer uit de afdeling in Oslo, na een internationale competitie. Volgens het bedrijf moest de naam een indicatie zijn voor de drang om een internationale voortrekker te zijn in consultancy, en mocht de naam in geen enkele van de landen waar men actief was aanstootgevend zijn.

### Primaire emissie

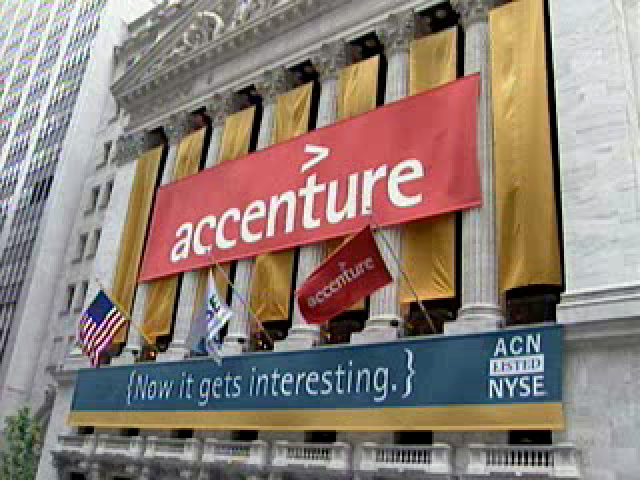
New York Stock Exchange bij de beursgang van Accenture op 19 juli 2001

Op 19 juli 2001 bracht Accenture aandelen in primaire emissie uit op de New York Stock Exchange (NYSE) aan $14,50 per aandeel. Goldman Sachs en Morgan Stanley waren de belangrijkste leden van het garantiesyndicaat. Bij sluiting van de beurs stonden de aandelen van Accenture op $15,17, met een maximum van $15,25 tijdens de dag. Op deze eerste dag haalde Accenture 1,7 miljard dollar op.

### Samenvoegen van dochterondernemingen
Op 1 september 2010 heeft in Nederland een fusie plaatsgevonden van Accenture Technology Solutions BV, Accenture Outsourcing Services BV en Accenture BV. De eerste twee genoemde bedrijven zijn opgegaan in het moederbedrijf Accenture BV.

## Vestigingen en dochterondernemingen
Accenture is actief in 52 landen met in 2018 circa 460.000 werknemers, waarvan circa 150.000 in India. Het internationale hoofdkantoor bevindt zich in Dublin, Ierland. Het Nederlandse kantoor is gevestigd in de Ito-toren aan de Amsterdamse Zuidas; het Belgische kantoor is in Gare Maritime op Thurn & Taxis te Brussel.
Het bedrijf heeft diverse afdelingen en dochtermaatschappijen:
- Coritel BPM is de Spaanse afdeling die zich toelegt op software-ontwikkeling en outsourcing. Ze werd opgericht in 1984 en telt meer dan 6000 werknemers.
- Avanade is een joint venture tussen Microsoft en Accenture. Het legt zich toe op bedrijfsoplossingen op Microsoft-platformen.
- Accenture Business Services for Utilities
- Accenture National Security Services biedt diensten rechtstreeks aan de Amerikaanse overheid en het leger.
- Accenture Technology solutions legt zich toe op het leveren van technologie-oplossingen.

Het bedrijf heeft in het verleden nog de volgende afdelingen en dochtermaatschappijen gehad:
- Navitaire was een dochteronderneming die oplossingen biedt voor de luchtvaart[2] in 2015/2016 aan Amadeus.